# 莫尔哈德·阿姆杜尼
莫尔哈德·阿姆杜尼（法語：Morhad Amdouni，1988年1月21日—）生于韦基奥港，是一名法国男子中长跑运动员。他曾在2018年欧洲田径锦标赛上获得男子10000米金牌和男子5000米铜牌。
2021年8月8日參加2020年夏季奧林匹克運動會馬拉松賽事時，在抵達補水站時將一整排水都打翻，並取走該排最後一瓶水的行為引發爭議。